# 第一舍夫琴科韋 (洛佐瓦區)
48°52′11″N 36°26′54″E / 48.86972°N 36.44833°E
第一舍夫琴科韋（烏克蘭語：Шевченкове Перше）是位於烏克蘭東部的村莊，由哈爾科夫州洛佐瓦區的布利茲紐基市鎮負責管轄。該村始建於1924年，面積0.72平方公里，海拔高度166米，2001年人口464，人口密度每平方公里644.4人。

## 参加
- 第二舍夫琴科韋